# Paraperithous chui
Paraperithous chui là một loài tò vò trong họ Ichneumonidae.